# Öxabäck
Öxabäck ( PRONÚNCIA) é uma localidade da Suécia, situada na província histórica da Västergötland.  Tem cerca de 300 habitantes, e pertence à comuna de Mark .  Está situada a 35 km a sul da cidade de Borås.  Öxabäck é conhecida pelos êxitos da equipa de futebol feminino do clube Öxabäck IF durante os anos 70 e 80. 